# Taudactylus acutirostris
Espèce
Synonymes
- Crinia acutirostris Andersson, 1916

Statut de conservation UICN

EX : Éteint
Taudactylus acutirostris était une espèce d'amphibiens de la famille des Myobatrachidae.

## Répartition
Cette espèce était endémique du Nord du Queensland. Elle se rencontrait entre 300 et 1 300 m d'altitude. Cette espèce, longtemps abondante, a vu sa population rapidement diminuer à partir de 1988 à la suite d'une chytridiomycose, maladie due au champignon Batrachochytrium dendrobatidis. Le 3 février 2021, l'UICN déclare l'espèce éteint.

## Publication originale
- Andersson, 1916 : Results of Dr. E. Mjöbergs Swedish scientific expeditions to Australia 1910-1913. 9. Batrachians from Queensland. Kongliga Svenska Vetenskaps-Akademiens Handlingar, vol. 52, p. 1-20 (texte intégral).